# Septoria frangulae
Septoria frangulae Guépin – gatunek grzybów z klasy Dothideomycetes. Według Index Fungorum takson niepewny. Pasożyt roślin z rodzaju kruszyna (Frangula), powodujący plamistość liści. Grzyb mikroskopijny, endobiont rozwijający się w tkankach roślin.

## Systematyka i nazewnictwo
Pozycja w klasyfikacji według Index Fungorum: Septoria, Mycosphaerellaceae, Capnodiales, Dothideomycetidae, Dothideomycetes, Pezizomycotina, Ascomycota, Fungi.

## Morfologia
Objawy na porażonych roślinach
Na obydwu stronach porażonych liści powstają okrągławe lub nieregularne plamy o średnicy do 8 mm. Czasami sąsiednie plamy zlewają się z sobą, tworząc większą plamę. Są strefowane; środek o barwie brązowej, lub pomarańczowobrązowej, środkowa strefa zielona lub zielonobrązowa, zewnętrzna ciemnobrązowa i szeroka. 
Cechy mikroskopowe
W ośrodkowej części plam na górnej stronie liści tworzą się nieliczne pyknidia o średnicy 92–140 μm. Powstają podskórnie, lub mniej lub bardziej zanurzone w warstwie miękiszu palisadowego. Na ich wewnętrznej ścianie na konidioforach powstają cylindryczne, zazwyczaj łukowato wygięte, rzadziej proste, nitkowate konidia o wymiarach 12–40 × 1,5–2,5 μm. Posiadają 1–3 przegrody. Wydostają się przez pojedynczą ostiolę o średnicy 50–56 μm.

## Występowanie
Gatunek rzadki. Monofag w Polsce występujący tylko na kruszynie pospolitej (Frangula alnus) i notowany na 3 stanowiskach.